# Tagebuch einer Kammerzofe (2015)
Tagebuch einer Kammerzofe (Originaltitel: Journal d’une femme de chambre) ist ein französisch-belgischer Historienfilm aus dem Jahr 2015 von Benoît Jacquot. Der Film basiert auf dem gleichnamigen Roman von Octave Mirbeau aus dem Jahr 1900 und feierte seine Premiere am 7. Februar 2015 im Wettbewerb der Berlinale.

## Handlung
Frankreich um 1900. Die selbstbewusste Kammerzofe Célestine erhält eine Stelle in der Normandie. Im Haus der Lanlaires trifft sie zum einen auf die tyrannische Hausherrin, Madame Lanlaire, zum anderen auf Monsieur Lanlaire, einen unverbesserlichen Lüstling. Während sich Célestine mit der Köchin Marianne und den Frauen in der Nachbarschaft schnell anfreundet, bleibt der Gärtner Joseph ihr zunächst verschlossen. Als er sich ihr gegenüber öffnet, erfährt sie, dass er antisemitische Flugschriften verteilt und sich mit seinem Ersparten eine neue Existenz in Cherbourg aufbauen möchte. Er bietet ihr an, ihn als seine Frau zu begleiten. Nach einiger Überlegung willigt Célestine ein. In der Nacht stehlen sie das Silber der Hausherrin und melden den Vorfall am Morgen darauf. Die Polizei findet keine Indizien und vermutet, dass die Täter Berufsverbrecher aus Paris waren. Nach einigen Monaten kündigt Joseph nach 15-jähriger Dienstzeit und bittet Célestine, ebenfalls zu kündigen, wenn er ihr ein Zeichen gebe. In der letzten Szene fahren Célestine und Joseph in eine gemeinsame Zukunft.

## Produktion und Veröffentlichung
Jacquots Film ist die dritte Verfilmung des von Octave Mirbeaus im Jahr 1900 veröffentlichten Skandalroman „Tagebuch einer Kammerzofe“ nach der Adaption durch Jean Renoir 1946 mit Paulette Goddard in der weiblichen Hauptrolle und Luis Buñuel 1964 mit Jeanne Moreau.
Am 9. Februar 2013 wurde bekanntgegeben, dass Jacquot eine Neuverfilmung des Romans mit einem Budget von 6,5 Mio. Euro umsetzt. Einige Tage später war Marion Cotillard im Gespräch, die Rolle der Célestine zu übernehmen, allerdings sagte diese später wegen Terminproblemen ab. Am 5. Februar 2014 bestätigte Jacquot in einem Interview, dass die Dreharbeiten im kommenden Sommer mit den Darstellern Léa Seydoux und Vincent Lindon in den Hauptrollen beginnen würden.  Die Dreharbeiten begannen am 10. Juni und endeten am 30. Juli 2014. Gedreht wurde in Nordfrankreich an der historischen Eisenbahn Chemin de Fer de la Baie de Somme, in Le Crotoy, Berck sowie in der Umgebung von Paris.
Die Produktion des Films übernahmen Kristina Larsen für Les Films du Lendemain und Jean-Pierre Guérin für JPG Films. Der Film wurde koproduziert von France 3 Cinéma, Mars Films und der belgischen Ausstattungsfirma Films du Fleuve, die den Dardenne-Brüdern gehört. Am 10. April 2014 hatte Cineuropa berichtet, dass der Support Fund der Region Île-de-France den Film mit 440.000 Euro fördern wird.

## Rezeption
Im Filmdatenblatt der Berlinale heißt es, nach Jean Renoir (1946) und Luis Buñuel (1964) nutze auch Jacquot den Stoff von Octave Mirbeau, „um einen spöttischen Blick auf das Bürgertum zu werfen“. Aus der Perspektive einer jungen Frau, „die ihre Sinnlichkeit einsetzt, um ein Leben nach ihren Vorstellungen zu führen“, reflektiere Jacquot „über die Macht der scheinbar Machtlosen und die Ohnmacht der vermeintlich Mächtigen“. In der Figur des Hausdieners Joseph scheinen „die Abgründe des frühen 20. Jahrhunderts auf, aber auch die Verunsicherungen unserer Gegenwart“.
In der Filmbesprechung des RBB heißt es jedoch, der Film sei eine „ideenlose Verfilmung“, die Léa Seydoux allein nicht retten könne. Es gebe „nur wenig nachhaltige Einstellungen und erst recht keine bleibenden Dialoge“, zudem gelinge es Jacquot nicht, „seine Handlung zu einer stringenten Erzählung zu verdichten“. Hervorgehoben wurde allein die Darstellung von Léa Seydoux. Der Tagesspiegel zog den Vergleich zu den vorherigen Verfilmungen und konstatierte, in Seydoux’ Gesicht finde die „Neuverfilmung sofort ihren Halt“. Es wirke nicht „damenhaft wie Paulette Goddard bei Renoir, im Gegenteil, eine kleine Derbheit ist darin“ sowie „ein leiser Trotz“, der „diese Celestine sofort beglaubigt in ihrer Lebensstellung als Personal und sie zugleich darüber hinaushebt“.

## Auszeichnungen
Neben der Einladung in den Wettbewerb der Berlinale 2015 um den Goldenen Bären folgten 2016 drei Nominierungen für den französischen Filmpreis César (Bestes adaptiertes Drehbuch, Bestes Szenenbild, Beste Kostüme).